# Espiral de Poinsot

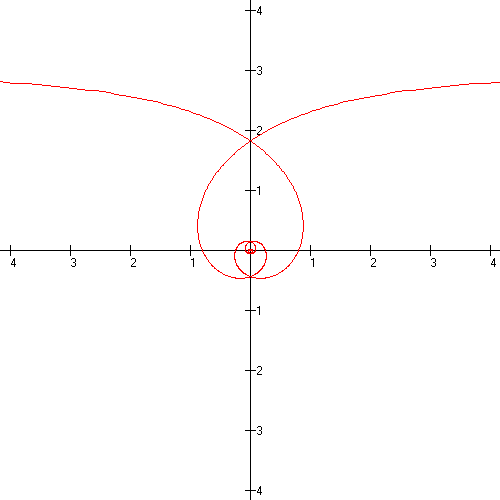
L'espiral Poinsot r=csch(θ/3).

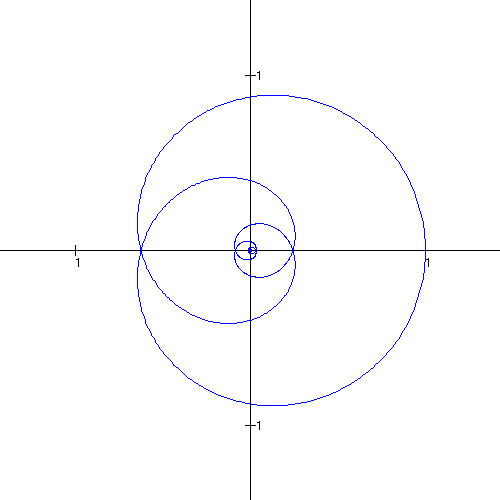
L'espiral Poinsot r=sech(θ/3).

En matemàtiques les espirals de Poinsot són dues espirals representades per les equacions polars:
{\displaystyle r=a\ \operatorname {csch} (n\theta )}
{\displaystyle r=a\ \operatorname {sech} (n\theta )}
on csch és la cosecant hiperbòlica, i sech és la secant hiperbòlica.